# 16 d'agost
El 16 d'agost és el dos-cents vint-i-vuitè dia de l'any del calendari gregorià i el dos-cents vint-i-novè en els anys de traspàs. Queden 137 dies per finalitzar l'any.

## Esdeveniments
Països Catalans
- 1808 - Girona: l'exèrcit napoleònic es retira del segon setge de Girona de 1808 després de la defensa dels catalans durant la guerra del Francès.
- El 1936 els republicans desembarquen a Mallorca.

Resta del món
- 1876 - Bayreuth: primera representació de Siegfried, la segona jornada de la Tetralogia Der Ring des Nibelunguen de Richard Wagner al Festspielhaus.
- 2011 - Madrid: comença la Jornada Mundial de la Joventut.

## Naixements
Països Catalans
- 1880 - Girona: Rafael Masó i Valentí, arquitecte català (m. 1935).
- 1890 - Barcelona: Maria del Carme de Sojo i Ballester, laica i serventa de Déu.
- 1894 - Sabadell: Pere Monistrol i Masafret, fotògraf i futbolista català.
- 1975 - Vic: Mercè Homs i Molist, pedagoga i política catalana.[1]
- 1984 - Valls: Tina Fuentes i Fache, nedadora de natació sincronitzada catalana (m. 2018).[2]

Resta del món
- 1378 - Pequín - Ciutat Prohibida (Xina): Zhu Gaochi, quart emperador de la Dinastia Ming amb el nom de Hongxi (m. 1425).[3]
- 1600 - Pàdua: Virginia Galilei, filla gran de Galileo Galilei i Marina Gamba, monja, autora de 124 cartes al seu pare (m. 1634).[4]
- 1761 - Sant Petersburg: Yevstigney Fomin, compositor rus del Classicisme.
- 1815 - Castelnuovo Don Bosco, Piemont: Joan Bosco, eclesiàstic i pedagog italià, fundador de la Congregació Salesiana i la de les Filles de Maria Auxiliadora.
- 1845 - Hollerich, Luxemburg: Gabriel Lippmann, Premi Nobel de Física de 1908 (m. 1921).[5]
- 1863 - Sheffield: Dora Bright, compositora i pianista anglesa (m. 1951).[6]
- 1869 - Iowa: Mignon Talbot, paleontòloga estatunidenca pionera, dedicada a l'estudi de vertebrats i invertebrats (m. 1950).[7]
- 1871 - Arcisate, Varese: Rina Monti, biòloga, fisiòloga i zoòloga italiana, primera dona a obtenir càtedra universitària a Itàlia (m. 1937).[8]
- 1885 - Càller, Sardenya: Carmen Melis, soprano italiana (m. 1967).[9]
- 1888 - Tremadog (Gal·les): Thomas Edward Lawrence, conegut com a T. E. Lawrence, fou un militar i funcionari britànic reconegut per la funció d'enllaç que va dur a terme durant la Rebel·lió Àrab (m. 1935).[10]
- 1904 - Ridgeville, Indiana (EUA): Wendell Meredith Stanley, químic i bioquímic nord-americà, Premi Nobel de Química de 1946 (m. 1971).[11]
- 1905 - Tecalitlán, Jalisco: Sarah Stewart, viròloga mexicano-estatunidenca pionera en la recerca dels Polyomavirus (m. 1976).[12]
- 1911 - Viena: Ylla, fotògrafa hongaresa considerada la fotògrafa d'animals més competent del món (m. 1955).[13]
- 1913 - Brest-Litovsk, Polònia: Menahem Beguín, Primer Ministre d'Israel, Premi Nobel de la Pau de l'any 1978 (m. 1992).[14]
- 1920 - Andernach, República de Weimar: Charles Bukowski, escriptor nord-americà (m. 1994).
- 1936 - Ferrol: Joaquín Yarza Luaces, historiador de l'art especialitzat en medieval catedràtic a la Universitat Autònoma de Barcelona (m. 2016).
- 1940 - Sydney, Austràlia: Bruce Beresford, director de cinema australià.
- 1946 - Quilacollo, Bolívia: Julieta Montaño Salvatierra, activista, autora i advocada boliviana. Premi Dona Coratge 2015.[15]
- 1954 - Kapuskasing, Ontario, Canadà: James Cameron és un director, guionista i productor de cinema estatunidenc.
- 1958 - Bay City, Michigan, Estats Units: Madonna, cantant, compositora, actriu de música disco, pop, dance i electrònica.[16]
- 1960 -
  - La Plata: María Claudia Falcone, estudiant i militant de drets estudiantils, desapareguda el 16 de setembre de 1976.[17]
  - Malibú, Estats Units: Timothy T. Hutton és un actor i director de cinema estatunidenc.
- 1962 - Concord, Massachusetts: Steve Carell, actor, comediant, productor i director estatunidenc, conegut pel seu paper a The Office.
- 1970 - Katmandú, Nepal: Manisha Koirala, actriu indonepalesa que treballa en el cinema indi.[18]
- 1972 - Bilbao: Abigail Lazkoz, artista plàstica basca resident a Nova York, amb una obra basada en la pintura, el dibuix i el text.[19]
- 1974 - Albacete, Espanya: Joaquín Reyes Cano és un actor, còmic i il·lustrador castellà-manxec.

## Necrològiques
Països Catalans
- 1618 - Kioto, Japó: Joan de Santa Marta, franciscà màrtir d'origen català, proclamat beat (n. 1578).
- 1833 - Vilanova i la Geltrú (Garraf): Manuel de Cabanyes i Ballester, poeta preromàntic en llengua castellana (n. 1808).[20]
- 1870 - L'Havana, Cuba: Francesc Camprodon i Lafont, polític, autor de teatre i poeta català (n. 1816).
- 1929 - Barcelona: Juli Marial i Tey, arquitecte i polític català (n. 1853).[21]
- 1951 - l'Havana, Cuba: Josep Oller Aragay, combatent mambí d'origen català (n. 1878).

Resta del món
- 1829 - Barmen: Carl Gotthelf Glaeser, músic prussià.
- 1900 - París: José Maria Eça de Queiroz, escriptor portuguès (n. 1845).[22]
- 1910 - Varsòvia, Polònia: Zygmunt Gloger, historiador, arqueòleg, geògraf i etnògraf polonès.
- 1916 - Sorte, Verona (Itàlia): Umberto Boccioni, pintor i escultor italià, teòric i principal exponent del moviment futurista (n. 1882).[23]
- 1941 - Múnic: Pauline Schöller, soprano austríaca (n. 1859).[24]
- 1948 - Manhattan, New York, EUA: Babe Ruth, beisbolista Estatunidenc (n. 1895).
- 1949 - Atlanta, Geòrgia (USA): Margaret Mitchell, escriptora i periodista, Premi Pulitzer 1937 per Allò que el vent s'endugué (n. 1900).[25]
- 1954: Riverdale (Nova York): Cia Fornaroli, ballarina, coreògrafa i actriu italiana (n. 1888).[26]
- 1956 - Los Angeles, (EUA)ː Béla Lugosi, actor hongaro-nord-americà, conegut per la seva interpretació del comte Dràcula (n. 1882).[27]
- 1957 - Falmouth, Massachusetts (EUA): Irving Langmuir, físic i químic estatunidenc, Premi Nobel de Química de 1932 (n. 1881).[28]
- 1959 - Lakeville, Connecticut, Estats Units: Wanda Landowska, clavecinista, compositora, pianista i musicòloga (n. 1879).[29]
- 1968 - París: Marise Beaujon, soprano francesa (n. 1890).[30]
- 1973 - Hyannis, Massachusetts (EUA): Selman Abraham Waksman, bioquímic nord-americà d'origen rus, Premi Nobel de Medicina o Fisiologia de 1952 (n. 1888).[31]
- 1977 - Memphis, Tennessee, EUA: Elvis Presley, cantant de rock estatunidenc.[32]
- 1993 - 
  - Santa Monica, Califòrnia, Estats Units: Stewart Granger, actor britànic i estatunidenc (n. 1913).
  - Londres: Alison Smithson, arquitecta britànica (n. 1928).[33]
  - Reading, Anglaterra: Ethelwynn Trewavas, ictiòloga britànica (n. 1900).[34]
- 1998 - Boston, EUA: Dorothy West, escriptora nord-americana que va formar part del moviment de renaixement de Harlem (n. 1907).[35]
- 2001 - Thiruvananthapuram, Kerala, Índia: Anna Mani, física i meteoròloga índia (n. 1918).[36]
- 2005 - Taizé, França: Roger Schutz, primer prior i iniciador de la Comunitat de Taizé, mor assassinat.
- 2012 - París: Martine Franck, fotògrafa belga, membre de l'Agència Magnum (n.1938).[37]
- 2018 - Detroit (Michigan, EUA): Aretha Franklin, cantant afroamericana, coneguda com la Reina del Soul (n. 1942).[38]
- 2023 - Savona, Itàlia: Renata Scotto, soprano i directora italiana (n. 1934).[39]

## Festes i commemoracions

### Santoral[40]

#### Església Catòlica[41]
- Sants al Martirologi romà (2011): Roc de Montpeller, confessor (1327); Arsaci de Nicomèdia, eremita (358); Teodor de Sitten, bisbe (400, o s. VI, o segle ix); Armagil, eremita (s. VI); Frambald, monjo (658); Esteve I d'Hongria, rei (1038).
  - Beats: Raül de La Futaie, fundador de l'Orde de Sant Sulpici (1129); Llorenç de Subiaco, eremita (1243); Angelo Agostino Mazzinghi, carmelita (1438); Melcior Kumagai, samurai i màrtir (1605); Joan de Santa Marta, màrtir de Prades (1618); Simó Bokusai Kyota, Magdalena Bokusai Kyota, Tomàs Gengoro, Maria Gengoro, Jaume Gengoro, màrtirs (1620); Jean-Baptiste Ménestrel, màrtir (1794); Rosa Fan Hui, màrtir (1900); Ana Josefa Pérez Florido, fundadora de les Mares de Desemparats i Sant Josep de la Muntanya (1906); Gabriel Sanchis Mompó, monjo màrtir (1936); Enric Garcia Beltrán, diaca màrtir (1936); Plàcid García Gilabert, màrtir (1936).
- Sants no presents al Martirologi: Serena de Roma, emperadriu, esposa de Dioclecià (ca. 290); Diomedes de Tars, màrtir (ca. 300); Ambròs de Ferentino, màrtir (ca. 303); Titus de Roma, diaca màrtir (ca. 410); Eleuteri d'Auxerre, bisbe (561); a l'Orde Cistercenc: Beatriu de Silva, fundadora de les Concepcionistes; Serenil·la de Barcelona, monja llegendària.
- Beats no presents al Martirologi: Cristià de Wedinghausen, abat (1200).
- Servents de Déu: Friedrich Joseph Haass, metge (1853); Maria del Carme de Sojo Ballester, laica; Josep Reñé i Prenafeta, mercedari màrtir (1936).
- Venerats a l'Orde de Sant Francesc: Alois Adam i Nicolas Savouret, preveres màrtirs.
- Venerats a l'Orde del Carmel Descalç: Elvira Moragas Cantarero, monja (1936).

#### Església Copta
- 10 Mesori: Behibes d'Axmun Tanah, soldat, i companys màrtirs d'El-Baramon; Matra, màrtir.

#### Església Ortodoxa (segons el calendari julià)
- Se celebren els corresponents al 29 d'agost del calendari gregorià.

#### Església Ortodoxa (segons el calendari gregorià)
Corresponen als sants del 3 d'agost del calendari julià.
- Sants: Maria Salomé, seguidora de Jesús; Isaac de Constantinoble, abat, i Dalmaci i Faust, ascetes (segles iv–v); Teodora de Tessalònica; Teoctist d'Optimaton; Cosme, eunuc i eremita (s. VI); Antoni el Pelegrí, abat de Novgorod (1147); Joan de Patalaria; Joan el Monjo i Joan el Jove, metropolitans d'Efes; Ignatz de Harbin, monjo; Vjatxeslav, diaca màrtir (1918); Nikolai, prevere màrtir (1938).

##### Església Ortodoxa de Geòrgia
- Rajden de Geòrgia, màrtir (457); Germans Cherchëulidse, la seva mare i 9.000 màrtirs georgians (1625).

#### Esglésies luteranes
- Isaac, patriarca d'Israel; Joan Frederic I, elector de Saxònia; Leonhard Kaiser, vicari màrtir; Roger Schutz, fundador de la Comunitat de Taizé.